# 東新町 (板橋区)
東新町（とうしんちょう）は、東京都板橋区の町名。現行行政地名は東新町一丁目および東新町二丁目。全域で住居表示が実施されている。

## 地理
東京都板橋区南部に位置する。北で常盤台、北東で南常盤台、東で東山町、南で川を隔てて対岸に小茂根、西は桜川および上板橋と隣接する。町域の北辺を東武鉄道、南辺を石神井川で画する。町域内北部に東新町一丁目、南部に同二丁目が並ぶ。

### 地価
住宅地の地価は、2025年（令和7年）1月1日の公示地価によれば、東新町1-30-9の地点で49万5000円m2となっている。

## 歴史
当該エリアは1871年（明治4年）11月14日に浦和県（現埼玉県）から東京府に編入された。1932年からは板橋区と一部分となり、住居表示実施に伴い東新町が成立した。

## 世帯数と人口
2025年（令和7年）3月1日現在（板橋区発表）の世帯数と人口は以下の通りである。
| 丁目         | 世帯数    | 人口     |
| ------------ | --------- | -------- |
| 東新町一丁目 | 3,164世帯 | 5,215人  |
| 東新町二丁目 | 2,264世帯 | 4,392人  |
| 東新町三丁目 | 1,203世帯 | 2,162人  |
| 計           | 6,631世帯 | 11,769人 |

### 人口の変遷
国勢調査による人口の推移。
| 年                 | 人口  |
| ------------------ | ----- |
| 1995年（平成7年）  | 8,628 |
| 2000年（平成12年） | 8,778 |
| 2005年（平成17年） | 8,870 |
| 2010年（平成22年） | 9,070 |
| 2015年（平成27年） | 9,543 |
| 2020年（令和2年）  | 9,662 |

### 世帯数の変遷
国勢調査による世帯数の推移。
| 年                 | 世帯数 |
| ------------------ | ------ |
| 1995年（平成7年）  | 3,838  |
| 2000年（平成12年） | 4,165  |
| 2005年（平成17年） | 4,251  |
| 2010年（平成22年） | 4,565  |
| 2015年（平成27年） | 4,861  |
| 2020年（令和2年）  | 5,071  |

## 学区
区立小・中学校に通う場合、学区は以下の通りとなる（2021年8月時点）。
| 丁目         | 番地     | 小学校                   | 中学校                   |
| ------------ | -------- | ------------------------ | ------------------------ |
| 東新町一丁目 | 1～20番  | 板橋区立上板橋第四小学校 | 板橋区立上板橋第三中学校 |
| 東新町一丁目 | 21～49番 | 板橋区立桜川小学校       | 板橋区立桜川中学校       |
| 東新町一丁目 | 50～53番 | 板橋区立上板橋小学校     | 板橋区立桜川中学校       |
| 東新町二丁目 | 1～7番   | 板橋区立上板橋小学校     | 板橋区立桜川中学校       |
| 東新町二丁目 | 8～60番  | 板橋区立桜川小学校       | 板橋区立桜川中学校       |

## 事業所
2021年（令和3年）現在の経済センサス調査による事業所数と従業員数は以下の通りである。
| 丁目         | 事業所数  | 従業員数 |
| ------------ | --------- | -------- |
| 東新町一丁目 | 112事業所 | 863人    |
| 東新町二丁目 | 115事業所 | 928人    |
| 計           | 227事業所 | 1,791人  |

### 事業者数の変遷
経済センサスによる事業所数の推移。
| 年                 | 事業者数 |
| ------------------ | -------- |
| 2016年（平成28年） | 212      |
| 2021年（令和3年）  | 227      |

### 従業員数の変遷
経済センサスによる従業員数の推移。
| 年                 | 従業員数 |
| ------------------ | -------- |
| 2016年（平成28年） | 1,732    |
| 2021年（令和3年）  | 1,791    |

## 交通

### 鉄道
町域に駅は存在しないが、以下の路線・駅が利用可能である。
- 東武鉄道
  - 東武東上線：ときわ台駅（常盤台一丁目・二丁目および南常盤台一丁目）・上板橋駅（上板橋二丁目および常盤台四丁目）

### バス
- 国際興業バス
  - 東新町一丁目：光02　池袋駅東口行き・光が丘駅行き

### 道路
- 国道254号（川越街道）
- 東京都道445号常盤台赤羽線（前野中央通り）

## 施設
二丁目
- 城北中学校・高等学校
- 板橋区立桜川小学校
- 桜川いこいの家 - 旧上板橋村役場跡。60歳以上の区民対象の区立娯楽施設。
- 安養院 - 山号寺号は武王山最明寺。真言宗豊山派の仏教寺院。豊島八十八ヶ所霊場の一つであり、板橋七福神の弁財天としても知られる。上野国高崎藩（群馬県高崎市）を領した大河内松平家の移築書院が置かれる。

## その他

### 日本郵便
- 郵便番号 : 174-0074[3]（集配局 : 板橋北郵便局[17]）。